# 力顺
力顺，又称顺性系数、柔度，（英文：Compliance），是弹性系统劲度系数的倒数，在线性弹簧系统中，是轴向变形和弹力的比值，数学表示为：
{\displaystyle C={\frac {1}{k}}=-{\frac {x}{f}}}
C 为力顺，k 为劲度系数，f 为弹簧产生的弹力，x 为伸长量，负号表示弹簧所产生的弹力与其伸长（或压缩）的方向相反。
力顺经常用在电声系统的电-声-力类比线路中，和电容和声容作类比。